# سلاویک آروشانیان
سلاویک آروشانی آروشانیان (ارمنی: Սլավիկ Առուշանի Առուշանյան؛ زادهٔ ۱ ژانویهٔ ۱۹۴۹) یک  سیاستمدار اهل ارمنستان است که از تاریخ ۱۹۹۰ تا تاریخ ۱۹۹۵ سمت نمایندگی دوره اول شورای عالی جمهوری ارمنستان را برعهده داشت.

## زندگی‌نامه
در ۱ ژانویهٔ ۱۹۴۹ در ارمنستان به دنیا آمد و از دانشگاه دولتی ایروان فارغ‌التحصیل شد. 